# آندریا پالما (بازیگر)
گوادالوپ براچو پرز-گاویلان (تلفظ اسپانیایی: [ɡwaðaˈlupe ˈβɾatʃo ˈpeɾesɣaβilan]; 16 آوریل 1903 – ۶ اکتبر ۱۹۸۷) که با نام حرفه ای آندریا پالما شناخته می‌شود، یک هنرپیشه مکزیکی بود. او پس از بازی در فیلم مکزیکی زن بندر (۱۹۳۴) به عنوان اولین ستاره زن اصلی سینمای مکزیک در نظر گرفته شد.
گوادالوپ براچو پرز-گاویلان یکی از یازده فرزند خولیو براچو زولوآگا، متولد دورانگو، صاحب زمین و کارخانه نساجی ثروتمندی بود که تمام دارایی خود را در جریان انقلاب مکزیک از دست داد. یکی از برادران او کارگردان فیلم جولیو براچو بود. پسر عموی او بازیگران هالیوود رامون نوارو و دلورز دل ریو بودند.